# Liste der Monuments historiques in Plouhinec (Morbihan)
Die Liste der Monuments historiques in Plouhinec (Morbihan) führt die Monuments historiques in der französischen Gemeinde Plouhinec auf.

## Liste der Bauwerke
| Bezeichnung                          | Beschreibung | Standort                            | Kennzeichnung | Schutzstatus | Datum | Bild |
| ------------------------------------ | ------------ | ----------------------------------- | ------------- | ------------ | ----- | ---- |
| Alignements du Gueldro               |              | Les Blés d’Or (Lage)                | PA00091530    | Classé       | 1963  |      |
| Menhir du Bourg                      |              | Entre les deux Chemins (Lage)       | PA00091531    | Classé       | 1964  |      |
| Menhirs von Men-Roquil               |              | Kéroué Au-dessus de Boutalec (Lage) | PA00091532    | Classé       | 1963  |      |
| Oppidum Mané-Coh-Castel              |              | Le Vieux Passage La Montagne (Lage) | PA00091533    | Inscrit      | 1972  |      |
| Domaine archéologique de Mané-Véchen |              | Le Vieux Passage La Montagne (Lage) | PA56000070    | Classé       | 2010  |      |